# Jungholtz
Jungholtz je občina v departmaju Haut-Rhin francoske regije Alzacija.
Leta 1990 je v občini živelo 677 oseb oz. 169 oseb/km².